# Munna coxalis
Munna coxalis är en kräftdjursart som beskrevs av Oleg Grigor'evich Kussakin1972. Munna coxalis ingår i släktet Munna och familjen Munnidae. Inga underarter finns listade i Catalogue of Life.